# L'Épreuve (Michel Vaillant)
 (février 2017).
Si vous disposez d'ouvrages ou d'articles de référence ou si vous connaissez des sites web de qualité traitant du thème abordé ici, merci de compléter l'article en donnant les références utiles à sa vérifiabilité et en les liant à la section « Notes et références ».
Pour les articles homonymes, voir L'Épreuve.
L’Épreuve est le soixante-cinquième tome de la série Michel Vaillant, paru en 2003. Il a pour cadre l’Ultima Speedfight, une compétition créée par les casinos de Las Vegas pour désigner le meilleur pilote du monde. Cette histoire se poursuit dans le tome 100.000.000 $ pour Steve Warson.

## Synopsis
Les casinos de Las Vegas ont créé l’Ultima Speedfight, un championnat opposant vingt pilotes représentant chacun une nation, sur huit courses à voitures égales correspondant à une discipline automobile reconnue (course sur glace, karting, supertourisme, rallye, formule 1, endurance, épreuve secrète, champ car). Le vainqueur de cette compétition sera sacré « meilleur pilote du monde » et recevra la somme de 100 000 000 dollars, mais celui qui finira dernier lors d'une course sera définitivement éliminé de l’Ultima Speedfight.
Désigné par le public comme représentant français à l’Ultima Speedfight, Michel Vaillant est d'abord réticent à l'idée de disputer ce championnat. Il accepte cependant d'y participer car, de sa victoire dépend la survie de Vaillante, et la participation de Steve Warson à cette compétition constitue une motivation supplémentaire pour lui. Mais l'Américain doit aussi gagner cette compétition, les gains de la victoire lui permettraient de payer ses salariés de chez Warson & Co Ranching and Farming, impayés depuis deux mois et aussi de rembourser l'argent qu'il a emprunté à la pègre texane. Dans une situation compliquée, Steve se montre agressif sur et en dehors de la piste, ce qui n'échappe pas à Michel…

## Autour de l'album
Compétition fictive, l’Ultima Speedfight rassemble des pilotes, des véhicules et des circuits réels mais aussi des éléments qui sont fictifs.

### Éléments réels
- Parmi les pilotes engagés, on retrouve Tomas Scheckter (Afrique du Sud), Marc Duez (Belgique), Hélio Castroneves (Brésil), Jacques Villeneuve (Canada), Carlos Sainz (Espagne), Giancarlo Fisichella (Italie), Yojiro Terada (Japon), Pedro Lamy (Portugal), Jean-Denis Delétraz (Suisse).

- Le pilote allemand von Richtoffen est représenté sous les traits de Michael Schumacher[réf. nécessaire]. Manfred von Richthofen est aussi le véritable nom de l'as allemand de la Première Guerre mondiale surnommé « le Baron rouge », surnom également attribué à Schumacher pendant sa carrière.

- Les circuits de Francorchamps (karting), du Nürburgring (supertourisme), de Monaco (Formule 1), Road Atlanta (endurance), Twin Ring Motegi (épreuve secrète) et le Texas Motor Speedway (champ car).

### Éléments fictifs
- Parmi les pilotes fictifs, on retrouve les malfaisants Bob Cramer et Dan Hawkins qui participent à l’Ultima Speedfight après avoir été naturalisés respectivement aux Bahamas et à Malte. L’Épreuve marque aussi le retour du pilote russe Nicolas Olensky, élève de Michel Vaillant dans l'album Le 8e Pilote. Olensky s'impose d'ailleurs lors de la première course de la course devant celui qui fut son mentor pour une victoire symbolique et émouvante pour les deux pilotes.

- L'épreuve de course sur glace est disputée sur un circuit temporaire tracé dans le cosmodrome de Baïkonour.

- Les voitures fournies aux pilotes pour l'épreuve de rallye sont des Leader Shaoguan. Pour la première fois de sa carrière, Michel doit donc piloter une voiture du constructeur rival de Vaillante en course. Pour l'épreuve de formule 1, c'est Vaillante qui fournit les monoplaces aux concurrents.